# Kareng Ateuh
Kareng Ateuh is een bestuurslaag in het regentschap Aceh Jaya van de provincie Atjeh, Indonesië. Kareng Ateuh telt 311 inwoners (volkstelling 2010).